# Castello di La Sarraz

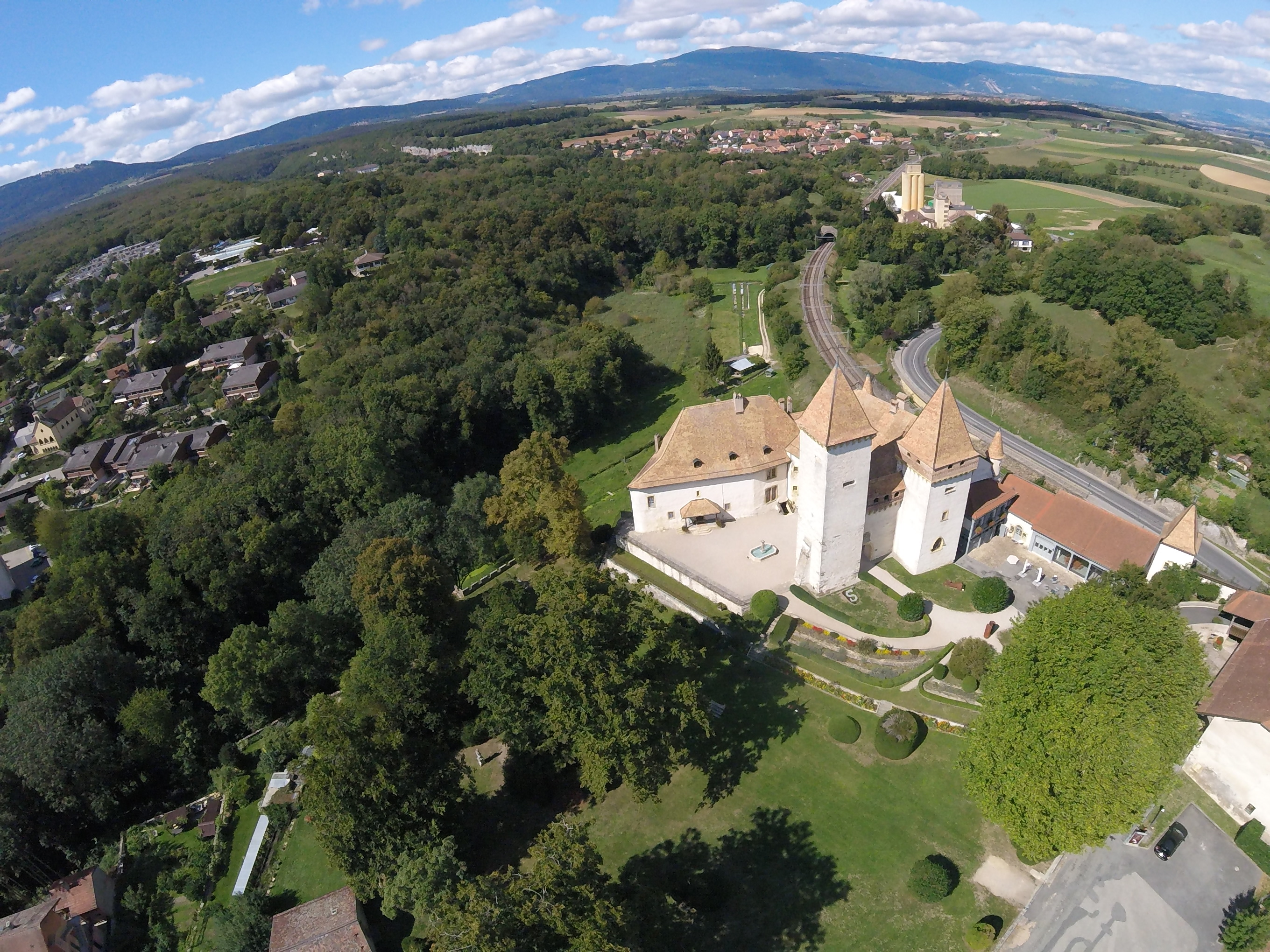
Castello di La Sarraz, foto aerea

Il castello di La Sarraz (in francese Château de La Sarraz) si trova nel comune di La Sarraz, nel canton Vaud, Svizzera. Si tratta di un bene culturale d'importanza nazionale, la cui costruzione iniziò nell'XI secolo.